# Ueli Matti
Ueli Matti (10 de febrero de 1959) es un deportista suizo que compitió en piragüismo en la modalidad de eslalon. Ganó una medalla de oro en el Campeonato Europeo de Piragüismo en Eslalon de 1996, en la prueba de C2 individual.

## Palmarés internacional
| Campeonato Europeo | Campeonato Europeo   | Campeonato Europeo | Campeonato Europeo |
| Año                | Lugar                | Medalla            | Competición        |
| ------------------ | -------------------- | ------------------ | ------------------ |
| 1996               | Augsburgo (Alemania) | Medalla de oro     | C2 individual      |